# کونئوس
گُوِه مغز یا کونئوس (Cuneus) بخشی از مغز است که در لوب پس‌سری قرار دارد. گُوِه به خاطر عملکردش در پردازش اولیه ثانویه اهمیت دارد.
گُوِه مغز لبول میخی‌شکلی در مغز است که اطلاعات دیداری را از شبکیه بالایی دگرسو contralateral superior retina دریافت می‌کند و میدان دید زیرین را به نمایش درمی‌آورد.
بالاتر از گوه، پیش‌گوه قرار گرفته است.